# Josef Kotrba
Josef Kotrba (6. prosinec 1896 Praha - 1984 Králův Dvůr) byl králodvorský architekt, stavitel a naivní malíř.

## Život
Vystudoval státní průmyslovou školu v Praze. Poté studoval na Akademii výtvarných umění v Praze ve speciální třídě Jana Kotěry. Studium zakončil v roce 1923.
Působil jako stavitel v Králově Dvoře. Je autorem Lidového domu.
Malovat začal až v době, kdy byl ve starobním důchodu.

## Výstavy
- 2023 Nalezený malíř Josef Kotrba (1896-1984), Arthouse Hejtmánek, Praha, 15. září - 30. říjen 2023[3]
- 2024 Josef Kotrba, zapomenutý malíř, Muzeum Českého krasu, Beroun, 20. září - 31. říjen 2024[4]